# Zzyzx
Zzyzx /ˈzaɪzɨks/, korábban Camp Soda vagy Soda Springs, egy település San Bernardino megyében, Kaliforniában, az Amerikai Egyesült Államokban. Itt található a Zzyzx forrás (Zzyzx Mineral Springs) és üdülőhely (Health Spa), a Desert Studies Center és a Tuendae-tó. A tó eredetileg a fürdőhöz tartozott, de most a veszélyeztetett Gila bicolor mohavensis, egy ritka pontyféle élőhelye.

Zzyzx út egy 7,2 km hosszú, részben burkolt mezőgazdasági út a Mojave-sivatagban. Az Interstate 15 autópályától délre tart Zzyzx településéig.
A legközelebbi város, a kaliforniai Baker 11 km-re északra fekszik az Interstate 15 autópálya mentén. A legközelebbi nagyváros, a nevadai Las Vegas  kb. 160 km-re északkeletre található.

## Történelem

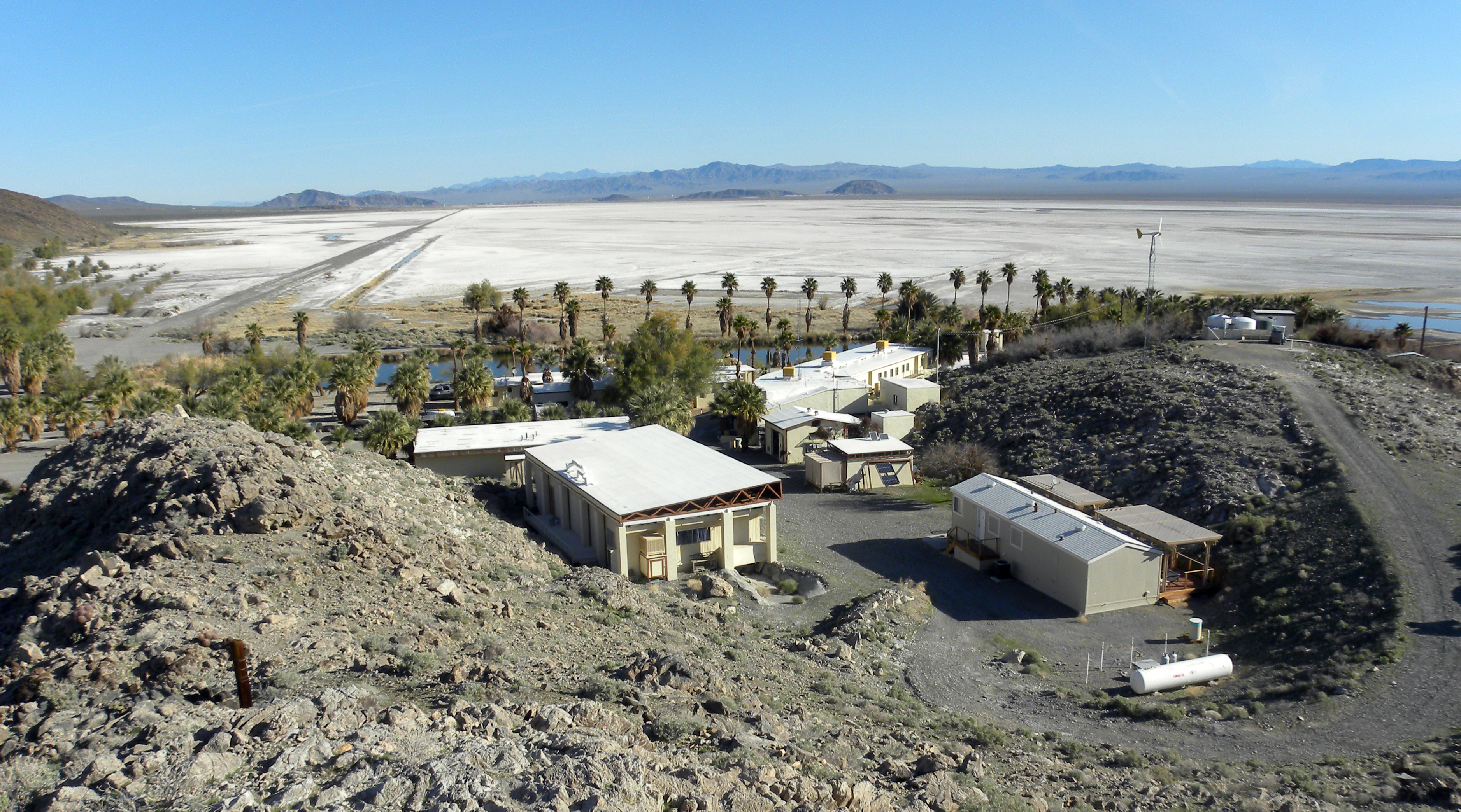
A sivatag kutatásával foglalkozó Desert Studies Center

Soda Springs egy, az ember által régóta ismert természetes forrás. Már a történelem előtti időkben kőfejtőként használták, harcok- és őskori művészet nyomai is találhatóak a területen. A Mojave út, a Tonopah és Tidewater vasút (T&T) mind a forrás mellett haladt el, melynek nyomai ma is láthatók. Egykori sólepárló és -őrlő is található itt.
A településnek a Zzyzx nevet 1944-ben Curtis Howe Springer adta azzal a szándékkal, hogy ez legyen az angol nyelv ábécé rendje szerinti legutolsó szó. 1944-ben egy szövetségi területen megalapította a Zzyzx Mineral Springs and Health Spa üdülőhelyet, valamint bányászati engedélyért folyamodott 12000 angol hold (49 km²) területen a források környékén. A források vizét palackozta, és a forró sivatagon átutazóknak kínálta. Springer állatokat is telepített az ország minden részéről, hogy minél több idelátogató családot csábítson az üdülőhelyre. Zzyzx 1974-ig maradhatott a tulajdonában, amikor a szövetségi rendőri szervezet (United States Marshals Service) letartóztatta a területtel való visszaélésért és egészségügyi törvények állítólagos megszegéséért, majd a kormányzat visszavette a területet.
1976 óta a Egyesült Államok Földhivatala (Bureau of Land Management) a Kaliforniai Állami Egyetemre (CSU) ruházta Zzyzx településének és környékének felügyeletét. A területet jelenleg a CSU használja, itt található a Sivatagi Tanulmányok Központja (Desert Studies Center).

## Lexikográfia
A Zzyzx nevet hivatalosan az Egyesült Államok Földrajzinév-bizottsága (United States Board on Geographic Names) 1984. június 14-én fogadta el. A település és az út neve ekkor hivatalosan is az angol ábécérend szerinti legutolsó szó lett.

## Popkultúra
A település nevére számos kulturális alkotás utal: 
- „Zzyzx Scarecrow”, a Stavesacre együttes egyik dalában szerepel
- „Zzyzx Road”, az amerikai Stone Sour zenekar kislemeze a Come What(ever) May című második albumukról
- A Zeromancer norvég zenekar albumának címe
- „Zzyzx”, 2005-ös független film, Richard Halpern rendezésében
- „Zyzzyx Road”, 2006-os thriller, Katherine Heigl szereplésével
- Michael Connelly The Narrows című regényének egy története (a Harry Bosch sorozat részeként).
- Az „Off with Their Heads” punkzenekar egyik számának címe 2010-es In Desolation című albumukon.
- „Zzyzx Road”, Ivan Ives 2007-es Iconoclast című albumának egyik dala
- „Zzyzx Road”, a The Condors 2012-es 3 Item Combo című albumának egyik dala
- A démonok börtönének neve a Fablehaven sorozatban.
- „Zzyzx”, egy kitalált cég Kyle XY című tévésorozatban
- „Xyzzy”, egy mágikus szó a Colossal Cave Adventure számítógépes játékban
- „Zyzyxia lundellii”, egy trópusi koktél
- „Zyzzyx”, a homokdarázs egy neme
- „Zyzzyx Road”, John Penney 2006-os filmje
- „Zzyzzyxx”, 1982-es játéktermi játék

## Fordítás
Ez a szócikk részben vagy egészben  a   Zzyzx, California című angol Wikipédia-szócikk ezen változatának fordításán alapul.  Az eredeti cikk szerkesztőit annak laptörténete sorolja fel. Ez a jelzés csupán a megfogalmazás eredetét és a szerzői jogokat jelzi, nem szolgál a cikkben szereplő információk forrásmegjelöléseként.